# Рыбаковский сельсовет (Краснополянский район)
Рыбаковский сельсовет — упразднённая административно-территориальная единица, существовавшая на территории Московской губернии и Московской области в 1925—1939 годах.
Рыбаковский сельсовет был образован 23 ноября 1925 года в составе Трудовой волости Московского уезда Московской губернии путём выделения из Озерецкого с/с.
По данным 1926 года в состав сельсовета входили деревни Агафониха и Рыбаки.
В 1929 году Рыбаковский с/с был отнесён к Коммунистическому району Московского округа Московской области.
4 января 1939 года Рыбаковский с/с был передан в новый Краснополянский район.
17 июля 1939 года Рыбаковский с/с был упразднён. При этом его территория (селения Агафониха и Рыбаки) была передана в Озерецкий с/с.